# Martin Fischer (Sänger)
Martin „Marsen“ Fischer ist ein deutscher Sänger, Gitarrist und Keyboarder. Fischer singt in der Band Pigeon Toe und war zuvor bei Fear My Thoughts, Backslide, Mongouse und Long Distance Calling aktiv.

## Werdegang
Fischer gründete im Jahr 2000 mit dem Schlagzeuger Swingo die Rockband Mongouse, mit der er drei Studioalben veröffentlichte. Im Jahre 2004 schloss er sich unter dem Pseudonym Marsen Angler der Punkrock-Band Backslide an. 2007 wurde Fischer Nachfolger von Mathias Benedikt von Ockl bei Fear My Thoughts, mit denen er 2008 das letzte Album Isolation einspielte. Zuvor war Fischer für die Band als Merchandiser und Ersatzbassist tätig. Martin Fischer gründete daraufhin mit seinem Bruder Hans die Progressive-Rock-Band Pigeon Toe, die 2012 ihr erstes Studioalbum veröffentlicht haben. Außerdem entwarf Fischer das Albumcover. Ende 2012 schloss sich Fischer der bis dahin instrumentalen Band Long Distance Calling an, wo er seither neben dem Gesang auch die Keyboards übernahm. Am 1. März 2013 erschien das erste Studioalbum der Band mit Martin Fischer. Zwei Monate später, am 3. Mai 2013 veröffentlichte er mit Backslide das dritte Studioalbum der Band A Dark and Blackened Night, das bei dem deutschen Label Concrete Jungle Records erschien. Im Januar 2016 verließ Fischer aus privaten Gründen Long Distance Calling und wurde durch Petter Carlsen ersetzt.

## Diskografie
| mit Fear My Thoughts - 2008: Isolation mit Long Distance Calling - 2013: The Flood Inside - 2016: Trips | mit Mongouse - 2002: C´est Ca - 2003: Dirt for Sale - 2006: The Secret of the Ouse | mit Pigeon Toe - 2012: The First Perception |